# عبدالقادر الوسلاتی
عبدالقادر الوسلاتی (عربی: عبد القادر الوسلاتي؛ زادهٔ ۷ اکتبر ۱۹۹۱) بازیکن فوتبال اهل تونس است.
از باشگاه‌هایی که در آن بازی کرده‌است می‌توان به باشگاه فوتبال نومانسیا، باشگاه فوتبال آفریقایی، باشگاه فوتبال اتلتیکو مادرید بی، و باشگاه فوتبال اتلتیکو مادرید اشاره کرد.
وی همچنین در تیم ملی فوتبال تونس بازی کرده‌است.